# 제시카 엠리

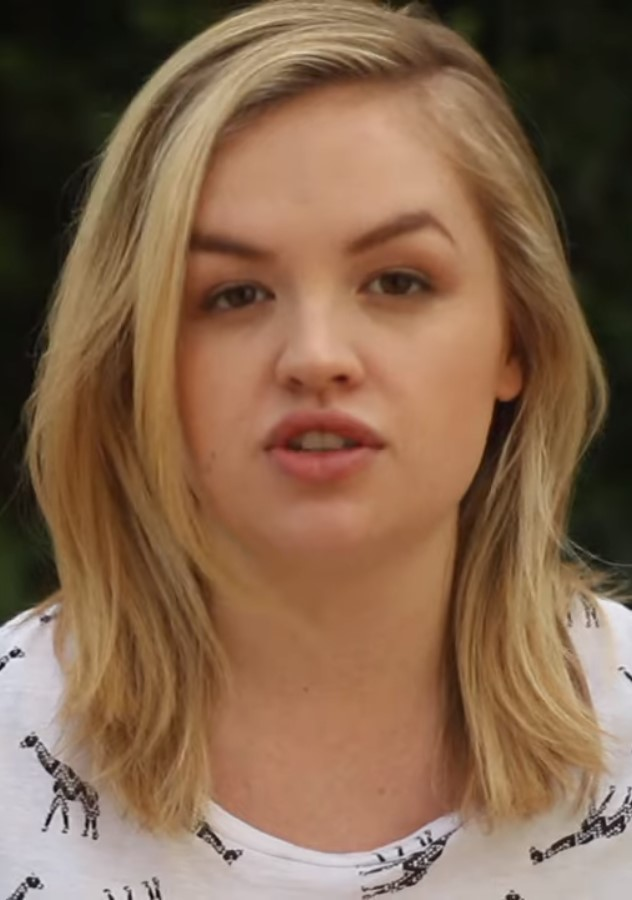

제시카 엠리(Jessica Amlee, 1994년 7월 17일 ~ )는 캐나다의 배우이다.
메이플리지에서 태어났다.

## 출연 작품
- 비니스 (2007년)
- 바비와 마법의 페가수스 (2005년)
- 사일런트 월드 (2005년) - 소피 역
- 이브와 파이어 호스 (2005년) - 샐리 역
- 체스넛: 센트럴 파크의 영웅 (2004년)
- 위트와 슬라이 2 (2004년)
- 나 없는 내 인생 (2003년)
- 데이 (2002년) - 영 줄리아 역
- 저스트 코즈 (2001년)

### 텔레비전
- 데드 존 (2003, 2005, The Dead Zone)